# Semisse
Il semisse (in lat. semis, pl. semisses, che letteralmente significa "la metà") era una moneta romana, prima di bronzo e poi d'oro.

## Semisse di bronzo
Durante l'età repubblicana il semisse era una moneta fusa dal valore di mezzo asse; nello stesso periodo, era distinto da un'"S" o da 6 globuli (che indicavano un peso teorico di 6 once).  La moneta era caratterizzata dall'immagine del dio Saturno sul dritto e dalla prora di una nave sul rovescio.
Come detto sopra, il semisse era inizialmente una moneta fusa, come il resto dei bronzi romani repubblicani; cominciò ad essere battuto a martello poco prima della seconda guerra punica (218-204 a.C.).  La moneta venne emessa raramente durante l'impero romano e cessò di essere emessa al tempo di Adriano (117-138 d.C.).

## Semisse in oro
Nella monetazione della tarda antichità, il semisse viene reintrodotto da Costantino I attorno al 309, come moneta d'oro avente il valore di mezzo solido (quindi 2,27 grammi).